# Antropocen
Antropocenul ( /ˈænθrəpəˌsiːn, ænˈθrɒpə-/ an-THRƏ-pə-SEEN-,_-AN-throp ) este o epocă geologică propusă care datează de la începutul impactului uman semnificativ asupra geologiei, peisajului, limnologiei și ecosistemelor Pământului, inclusiv, dar fără a se limita la, schimbările climatice antropice. Natura efectelor activităților umane pe Pământ poate fi observată, de exemplu, în pierderea biodiversității, în schimbările climatice, în modificarea parametrilor de biogeografie și nocturnitate, modificări ale geomorfologiei și a stratigrafiei (înregistrări sedimentologice, înregistrări fosile, oligoelemente).

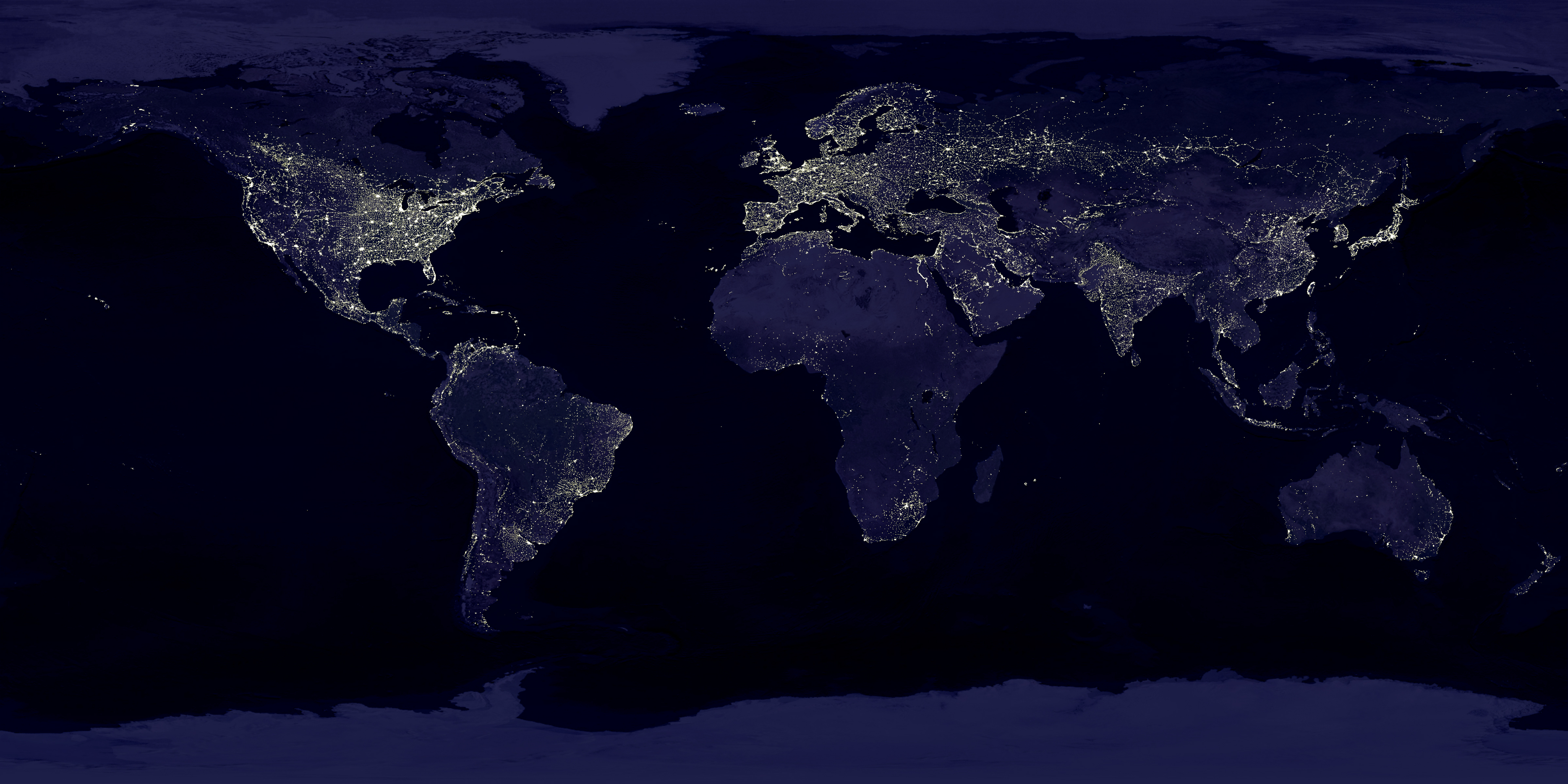
Poluarea luminoasă provine din zonele foarte populate noaptea, cauzată de activitatea umană (lumini electrice)

Au fost propuse diferite date de început pentru Antropocen, variind de la începutul Revoluției Neolitice cu 12.000–15.000 ani în urmă, până în anii 1960. Procesul de ratificare este încă în desfășurare și, prin urmare, data nu a fost decisă încă. În mai 2019, Anthropocene Working Group (AWG) a votat în favoarea depunerii unei propuneri oficiale către ICS până în 2021, localizând potențiali markeri stratigrafici la mijlocul secolului al XX-lea al erei comune. Această perioadă coincide cu începutul Marii Accelerări, o perioadă de după cel de-al Doilea Război Mondial în care creșterea populației globale, activitățile socioeconomice, dezvoltarea terenurilor, poluarea și exploatarea resurselor naturale au crescut într-un ritm dramatic , iar ritmul Perioadei atomice, când riscurile războaielor nucleare, curselor înarmărilor, traficului / terorismului și accidentelor s-a accelerat îngrijorător.
Deși biologul Eugene F. Stoermer este adesea creditat cu inventarea termenului antropocen, acesta a fost în uz informal încă de la mijlocul anilor 1970. Paul J. Crutzen este creditat cu reinventarea și popularizarea termenului.
La data de iulie 2022, nici Comisia Internațională pentru Stratigrafie (International Commission on Stratigraphy - ICS), nici Uniunea Internațională a Stiințelor geologice (International Union of Geological Sciences - IUGS) nu au aprobat oficial Antropocen ca un termen recunoscut în scara timpului geologic,, deși încă din 2016 Grupul de lucru Anropocen (Anthropocene Working Group - AWG) a început demersurile necesare la Congresul Internațional de Geologie.

## Dezvoltarea conceptului
Un concept anterior  a fost Noosfera de Vladimir Vernadsky, care în 1938 a scris despre „gândirea științifică ca forță geologică”. Oamenii de știință din Uniunea Sovietică par să fi folosit termenul „antropocen” încă din anii 1960 pentru a se referi la Cuaternar, cea mai recentă perioadă geologică.
Ecologul Eugene F. Stoermer a folosit în anii 1980  „Antropocen” cu un sens diferit  iar termenul a fost popularizat pe scară largă în 2000 de către chimistul atmosferic Paul J. Crutzen, care se referă la influența comportamentului uman asupra Atmosferei Pământului din ultimele secole, influență care este atât de semnificativă încât poate să constituie o nouă epocă geologică.

În 2008, Comisia de Stratigrafie a Societății Geologice din Londra a luat în considerare o propunere de a face din Antropocen o unitate formală de diviziuni ale epocii geologice. Comisia a decis în majoritate că propunerea ar trebui examinată în continuare. Grupuri de lucru independente de oameni de știință din diverse societăți geologice au început să analizeze dacă Antropocenul va fi acceptat oficial în Scala de timp geologică.
Presiunea pe care o exercităm asupra planetei a devenit atât de mare că oamenii de știință analizează posibilitatea ca Pământul să fi intrat ăntr-o nouă eră geologică: Antropocen, sau era oamenilor. Asta înseamnă că suntem primii oameni care trăiesc într-o epocă definită de voința umană, în care principalul risc legat de supraviețuirea noastră suntem chiar noi.
Termenul „antropocen” este folosit informal în contexte științifice. Societatea Geologică a Americii și-a intitulat reuniunea anuală din 2011: De la Arhaic  la Antropocen: Trecutul e cheia către viitor. Noua epocă nu are o dată de început convenită, dar o propunere, bazată pe dovezi atmosferice, este de a fixa începutul cu Revoluția Industrială c.1780, odată cu inventarea mașinii cu abur. Alți oameni de știință leagă noul termen de evenimente anterioare, cum ar fi ascensiunea agriculturii și revoluția neolitică (cu aproximativ 12.000 de ani în urmă).
Dovezile privind impactul uman relativ – cum ar fi influența creșterii populației asupra utilizării terenurilor, ecosistemelor, biodiversității și dispariția speciilor – sunt substanțiale; oamenii de știință cred că impactul uman a schimbat (sau a oprit) în mod semnificativ creșterea biodiversității. Cei care pledează pentru date anterioare presupun că antropocenul propus ar fi început în urmă cu peste 14.000-15.000 de ani, pe baza dovezilor geologice; acest lucru i-a determinat pe alți oameni de știință să sugereze că „debutul Antropocenului ar trebui extins înapoi cu multe mii de ani”;  acest lucru ar face ca Antropocenul să fie în esență sinonim cu termenul actual, Holocen.

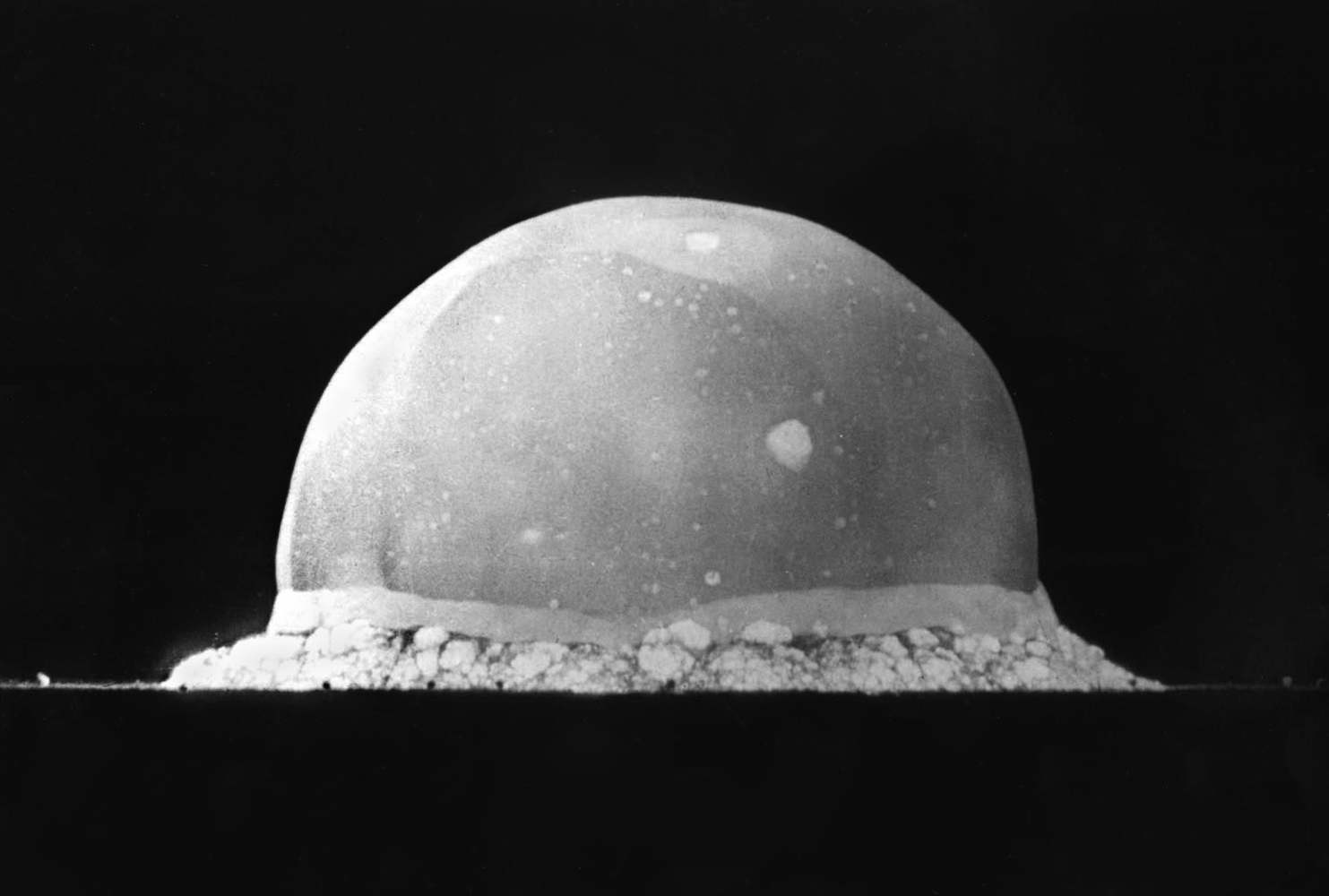
Testul Trinity din iulie 1945 a fost propus ca momentul de început al Antropocenului.

În ianuarie 2015, 26 din cei 38 de membriiai  Grupului Internațional de Lucru pentru Antropocen au publicat o lucrare care sugerează testul Trinității din 16 iulie 1945 ca punct de plecare al noii epoci propuse. Cu toate acestea, o minoritate semnificativă susține una dintre câteva date alternative. Un raport din martie 2015 sugerează 1610 sau 1964 ca începutul Antropocenului. Alți savanți subliniază că debutul și impactul Antropocenului sunt răspândite în timp, nereductibile la un singur moment sau dată de început.
Un raport din ianuarie 2016 privind semnele  climatice, biologice și geochimice ale activității umane în sedimente și nuclee de gheață a sugerat că epoca începută la mijlocul secolului 20 ar trebui recunoscută ca o epocă geologică distinctă de Holocen.
Grupul de lucru Antropocen s-a întâlnit la Oslo în aprilie 2016 pentru a consolida dovezile care susțin argumentul pentru Antropocen ca o adevărată epocă geologică. Dovezile au fost evaluate și grupul a votat pentru ca în august 2016 să  recomande „Antropocenul” ca o nouă epocă geologică. În cazul în care Comisia Internațională de Stratigrafie aproba recomandarea, propunerea de adoptare a termenului urma să fie ratificată de IUGS înainte de adoptarea sa oficială ca parte a scalei de timp geologice.
În aprilie 2019, Anthropocene Working Group (AWG) a anunțat că va vota o propunere oficială către Comisia Internațională pentru Stratigrafie, pentru a continua procesul început la întâlnirea din 2016. În mai 2019, 29 membri  din cei 34 ai grupului AWG a votat în favoarea unei propuneri oficiale care urmează să fie făcută până în 2021. AWG a votat, de asemenea, cu 29 de voturi pentru  stabilirea datei de începere a Antropocenului la mijlocul secolului 20. Au fost identificate zece locuri candidate pentru punctul de referință cel mai de jos al secțiunii stratigrafice (Global Boundary Stratotype Section and Point - GSSP) at Antropocenului, dintre care unul va fi ales pentru a fi inclus în propunerea finală. Markerii posibili includ microplastice, metale grele sau nuclee radioactive lăsate de testele armelor termonucleare.
În noiembrie 2021, a fost publicată o propunere alternativă,  conform căreia Antropocenul este un eveniment geologic, nu o epocă. Acest lucru a contestat ipoteza care stă la baza cazului pentru epoca antropocenului - ideea că este posibil să se atribuie cu exactitate o dată precisă de începere a proceselor  influențate de om care aduc schimbări sistemelor Pământului. Argumentul a indicat că găsirea unui singur punct de referință  GSSP ar fi nepractică, având în vedere că schimbările induse de om în sistemul Pământului au avut loc în perioade diferite, în locuri diferite și s-au răspândit în rate diferite. Conform acestui model, Antropocenul ar avea multe evenimente care să marcheze impactul indus de om asupra planetei, inclusiv extincția în masă a vertebratelor mari, dezvoltarea agriculturii timpurii, defrișarea terenurilor în Americi, transformarea industrială la scară globală în timpul Revoluției Industriale și începutul erei atomice. Autorii sunt membri ai grupului AWG care au votat împotriva propunerii oficiale a unei date de începere la mijlocul secolului 20 și care au căutat să reconcilieze unele dintre modelele anterioare. Ei au citat conceptul original al lui Crutzen, argumentând că Antropocenul este mult mai bine și mai util conceput ca un eveniment geologic în desfășurare, ca și alte transformări majore din istoria Pământului, cum ar fi Marele Eveniment de Oxidare.
În iulie 2023, grupul AWG a ales Crawford Lake din Ontario, Canada, ca un loc care reprezentă începutul noii epoci propuse. Sedimentul din acel lac arată o creștere a nivelului de plutoniu din testele bombei cu hidrogen, un marker cheie pe care grupul l-a ales pentru a plasa începutul Antropocenului în anii 1950, împreună cu alți markeri ridicati, inclusiv particule de carbon și nitrați de la arderea combustibililor fosili și, respectiv, aplicarea pe scară largă a îngrășămintelor chimice. Dacă va fi aprobată, declarația oficială a noii epoci a Antropocenului va avea loc în august 2024, și prima ei vârstă poate fi numită Crawfordian după lac.

## Punctul de plecare propus

### Revoluția industrială
Crutzen a propus perioada Revoluției Industriale drept începutul Antropocenului. Lovelock propune că Antropocenul a început cu prima aplicare a motorului atmosferic Newcomen în 1712. Grupul Interguvernamental pentru Schimbări Climatice ia epoca preindustrială (anul 1750) ca bază de referință legată de începutul schimbărilor de lungă durată în gazele cu efect de seră amestecate. Deși este evident că Revoluția Industrială a avut un impact global fără precedent asupra planetei, mare parte din peisajul Pământului fusese deja profund modificat de activitățile umane. Impactul uman asupra Pământului a crescut progresiv, cu puține încetiniri substanțiale. O lucrare de perspectivă științifică din 2024, scrisă de un grup de oameni de știință condus de William J. Ripple, a propus începutul Antropocenului în jurul anului 1850, afirmând că este o „alegere convingătoare... din perspectiva populației, a combustibilului fosil, a gazelor cu efect de seră, a temperaturii și pămțntului.”

### Mijlocul secolului al XX-lea (mare accelerare)
În mai 2019, cei douăzeci și nouă de membri ai Grupului de lucru Antropocen (AWG) au propus o dată de începere la mijlocul secolului XX, deoarece în acea perioadă „o populație umană în creștere rapidă a accelerat ritmul producției industriale, utilizarea produse chimice agricole și alte activități umane. În același timp, primele explozii de bombe atomice au presărat globul cu resturi radioactive care au fost înglobate în sedimente și în gheața glaciară, devenind parte a înregistrării geologice." Datele oficiale de începere, conform grupului, ar coincide fie cu radionuclizii eliberați în atmosferă în urma detonărilor de bombe în 1945, fie cu Tratatul de interzicere parțială a testelor nucleare din 1963.

### Prima bombă atomică (1945)
Vârful emisiilor de radionuclizi ca urmare a testării bombei atomice în anii 1950 este o altă dată posibilă pentru începutul Antropocenului (detonarea primei bombe atomice în 1945 sau Tratatul de interzicere parțială a testelor nucleare în 1963).

## Etimologie
Numele Antropocen este o combinație de antropo- din greaca veche ἄνθρωπος( ánthropos ) însemnând „uman” și -cene din καινός ( kainós ) însemnând „nou” sau „recent”.
Încă din 1873, geologul italian Antonio Stoppani a recunoscut puterea și efectul crescând al umanității asupra sistemelor Pământului și s-a referit la o „eră antropozoică”.